# Chiametla

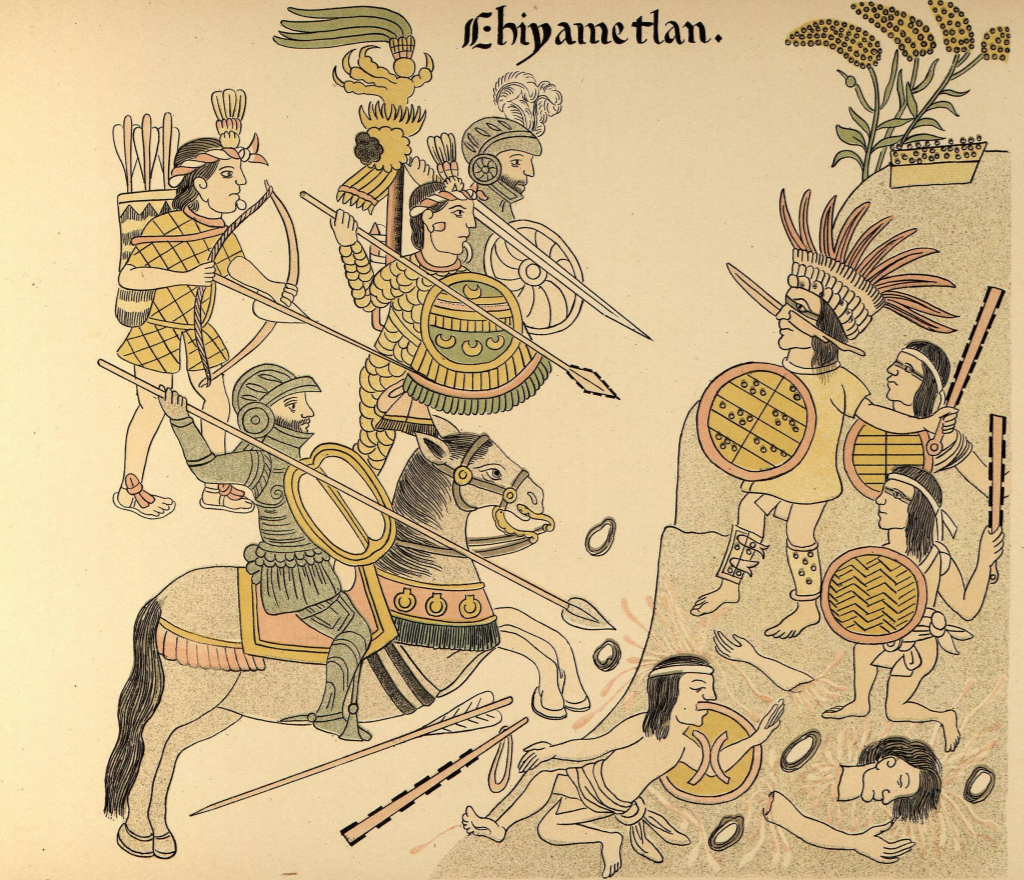
Conquista del señorío de Chiametla por Nuño de Guzmán representado en el lienzo de Tlaxcala (códice)

El señorío de Chiametla o Caulián en su idioma totorame fue un estado mesoamericano perteneciente a la cultura del occidente mexicano. Colindaba al noroeste con la etnia tahue, al norte con la tribu de los xiximes, al noreste con el Señorío de Xécora, y al sur con Señorío de Aztatlan. Tenía como frontera natural el río Piaxtla al norte y al este las montañas de la sierra madre occidental.

## Historia
Los chiametecos que era de etnia totorame tenían como enemigos a los xiximes que habitaban al este y eran muy belicosos, y a los coras de xécora, que llamaban “Mucchita” a Chiametla; con estos últimos tuvieron una guerra a principios de 1500.
En 1530 el conquistador Nuño de Guzmán después de haber derrotado al vecino Reino de Xalisco, se dirige hacia el norte con su ejército de 15 mil tlaxcaltecas llegando a Chiametla, donde el tlatoani local lo recibe pacíficamente y aceptan pagarle tributo, posteriormente parte hacia a Culiacán, gobernado por tahues. 
Nuño de Guzmán funda encomiendas en la región pero no tienen éxito a causa de la peste que se extendió por la región pues las huestes del conquistador propagaron la viruela, el sarampión y fiebres intestinales, la epidemia más grave en las naciones de Chiametla y Culiacán ocurrieron entre 1535 y 1536, de los 200 mil indígenas culiacas que había sólo quedaban 16 mil para 1548, y de los 210 mil chiametecas (totorames) solo quedaban 5 mil, siendo las consecuencias de esto devastador para la región incluidos para los españoles quienes también se fueron del lugar pues las dos regiones quedaron deshabitadas siendo invadidas nuevamente por los xiximes, siendo posteriormente repobladas al final del siglo.